# 메리 로빈슨
메리 테리즈 위니프리드 로빈슨(Mary Therese Winifred Robinson, 아일랜드어:  Máire Bean Mhic Róibín 마러 반 므힉 로빈, 1944년 5월 21일 ~ )은 아일랜드의 여성 정치인이다. 아일랜드의 첫 여성 대통령(1990 ~ 1997)과 유엔 인권 고등판무관(1997 ~ 2002)을 지냈다. 대학 교수, 법정 변호사, 선거 운동가와 아일랜드 상원의 의원으로서 처음 명성을 얻었다. 1990년 대통령 선거에서 피어너 팔의 브라이언 레니헌과 피너 게일의 오스틴 큐리를 꺾어 아일랜드 노동당, 아일랜드 노동자당과 무소속 상원들에 의하여 후보 지명된 무소속 후보로서 피어나 팔의 성원이 없던 대통령직 역사에서 처음으로 선출된 대통령이 되었다.
이전의 보수적 정치 사무소를 활성화하고 자유화한 것으로 명성을 얻었다. 로빈슨은 유엔에서 사절단으로 자신의 직위를 차지하는 데 자신의 재직 기간의 말기보다 4달 앞서 대통령직을 사임하였다. 메리 매컬리스에 의하여 뒤를 이어져 선출된 국가 원수로서 또다른 여성을 뒤를 이은 첫 여성이 되었다. 2002년 이래 옥스팜 인터내셔널의 명예 회장을 지내왔고, 국제환경개발연구소의 의장이다. 세계 여성 지도자 회의의 창립 일원이다. 로빈슨은 또한 논쟁적 삼극위원회의 유럽 회원들 중의 하나이다. 로빈슨의 가장 새로운 프로젝트는 공정한 거래와 개발, 그리고 더 많은 인도적 이주 정책들과 아프리카에서 HIV/AIDS로 더 낳은 응답들을 흥행하는 권리 실현이다. 권리 실현은 또한 여성들의 리더십을 흥행하고, 개발도상국에서 능력 배양과 좋은 통치를 성원한다. 2004년에 시작으로 자신이 국제 인권을 가르치는 컬럼비아 대학교 국제 및 공공 업무 대학원에서 교수로 지내왔다. 로빈슨은 자신이 인권에 강의하는 대학과 칼리지들을 방문하는 편이다. 2004년 자신이 인권을 흥행하는 공로로 국제앰네스티의 양심 대사상을 받았다.
인권, 정의와 지속할 수 있는 개발을 위한 열정은 사람들이 자신들의 공동 책임을 인정하고, 장소가 세계적인 행동과 관심의 중심지에서 가치들을 가치를 공유할 때 전부를 위하여 세계는 단지 공정한 장소 일 것이라는 아이디어를 위하여 성원을 끌어들였다. 로빈슨이 산아제한에 로마 가톨릭교회와 충돌하였고, 그 대주교 기구의 비판적이라도 자신의 인생에서 믿음이 인생에서 한 역할에 관하여 공개적으로 말하여 하느님의 사랑의 조건에서 신을 정의하였다. 로빈슨은 여성들에게 권한을 부여하고, 가난한 자들을 위하여 정의를 주창하는 데 자신의 인생을 바쳤다.

## 배경
메리 테리즈 위니프리드 버크(Mary Therese Winifred Bourke)라는 본명으로 메이요주 밸리나에서 태어난 로빈슨은 2명의 의사들의 딸이었다. 히베르노-노르만족의 버크 가족은 13세기 이래 메이요주에서 살아왔다. 노르만족의 침입과 함께 아일랜드에 온 많은이들처럼 그것은 버크 가족이 "아일랜드인 자신들보다 더 많은 아일랜드인들"로 끝난 것으로 말해졌다. 가족은 아일랜드에서 많은 다양한 정치적 가닥들과 연결되었다. 다른 친척은 로마 가톨릭교회의 수녀였던 동안 한명의 조상은 메이요주에서 아일랜드 국토 연맹과 아일랜드 공화주의 형제단에서 지도적인 활동가였으며 삼촌 패짓 존 버크 경은 식민지 봉사에서 판사로서 경력 후에 엘리자베스 2세 여왕에 의하여 기사 작위가 내려졌다. 가족의 어떤 지사들은 다른이들이 로마 가톨릭교도였던 동안 아일랜드 성공회의 일원들이었다. 로빈슨은 그러므로 반역자와 왕실의 하인들로 역사적으로 섞인 가족에게 태어났다.
메리 버크는 더블린 트리니티 칼리지에서 법학을 전공하였다. 자신의 20대 시절에 칼리지에서 법학 교수로 임명되어 성취된 변호사로 만들어진 권위있는 임명으로 숙고되었다. 후속 타이틀 보유자들은 아일랜드의 대통령으로서 후임자 메리 매컬리스, 왕실 고문 존 F. 라킨 교수, 아일랜드 인권 판문관이자 현저한 친선 상원 이바나 버식과 이혼 반대 활동가 윌리엄 빈치 교수를 포함하였다.
1970년 니컬러스 로빈슨과 결혼하였다. 가족이 아일랜드교회에 가까운 연결들을 가진 사실에 불구하고, 개신교도 학생에게 결혼한 결혼 생활은 결혼식에 참석하지 않은 부모와 함께 균열을 일으켰다. 부부는 함께 3명의 자녀를 두었다.

## 사너드 에런에서 경력

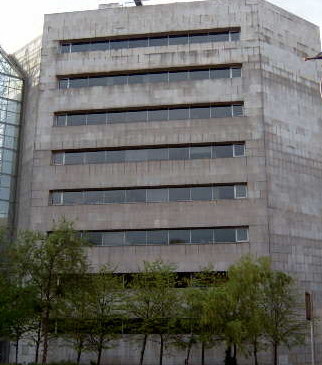
"벙커스"로 별명이 붙은 시민 사무소들 중의 하나. 더블린 도시 자치제는 우드 퀘이에 세계에서 최고로 보존된 바이킹 유적들 중의 하나로 지내온 곳에 논쟁의 여지없이 건물들을 지었다. 로빈슨은 유적을 구하는 데 비성공적 캠페인의 지도자들에게 법적 지원을 주었다.

로빈슨의 초기 정치 경력은 1979년 더블린 시의회로 선출되어 1983년까지 지내온 것을 포함하였다. 하지만 처음에 1969년 무소속 후보로서 처음으로 선출된 사너드 에런의 의원들 중 트리니티 칼리지 동문 3명의 하나로서 전국의 헤드라인들을 쳤다. 연장 남성 교수들 만이 여태까지 상원으로 후보 지명된 것을 동료들에게 논평한 후, 자신의 입후보를 발포하였다. 여성들의 권리와 권한 부여를 위한 근심들이 변호사, 정치인과 국제 공무원으로서 의 경력의 대장지삭으로 지내왔다. 상원으로부터 전부의 여성들이 문관 근무로부터 결혼 사임을 한 당시의 요구였던 배심원들에 여성들이 앉는 권리와 피임의 법적 가용성으로 권리를 포함한 자유주의 문제들의 넓은 범위에 운동을 일으켰다. 이 후반의 운동이 많은 적들을 이겼다. 콘돔과 다른 품목들이 보수적 비판들에 의하여 상원에 게시물이 보내졌고, 헤이스, 코닝엄 로빈슨 약국들의 체인이 가족에 의하여 소유되었다는 잘못된 소문이 퍼졌다. 그래서 그녀가 상원으로 들어간 피임에 법률을 자유화하는 데 제안된 첫번째 법안을 소개할 때 동료 정치인들 사이에 운동은 인기가 없었고, 아무 다른 의원도 발의권을 찬성하는 데 동의하지 않으려 하자 더욱 나가서 논의될 수 없었다. 상원으로서 다음과 같은 국회 의원회들에 복무하였다. -
- EC 이차 합법에 합동 위원회 (1973 ~ 89)
  - 그 사회 문제 소위원회의 의장 (1977 ~ 87)
  - 그 법무 위원회의 의장 (1987 ~ 89)
- 결혼 고장에 합동 위원회 (1983 ~ 85)

많은 세월 동안 로빈슨은 또한 훗날의 트리니티 칼리지 출신 상원 데이비드 노리스와 함께 동성애자 법률 개혁을 위한 운동을 위하여 법률 고문으로 일하였다. 동시에 그냥 메리 매컬리스가 트리니티 칼리지에서 교수로서 로빈슨을 겨우 대체하고 대통령직으로 뒤를 이은 것같이 로빈슨은 동성애자 법률 개력을 위한 운동에서 매컬리스를 대체하였다.
로빈슨은 시초적으로 무소속 상원으로서 아일랜드 상원에서 근무하였으나 1970년대 중반에 아일랜드 노동당에 입당하였다. 그 후에 달 에런 (하원)으로 선출되는 데 시도하였으나 더블린 도시 자치제로 선출되는 데 자신의 노력들로서 비성공적이었다. 수십만명의 다른 아일랜드 국민들과 더불어 로빈슨은 유럽에서 최고로 보존된 바이킹 유적들 중의 하나에 우드 퀘이에 새로운 행정부 본부를 짓는 것을 계획할 때 더블린 도시 자치제와 함께 충돌하였다. 로빈슨과 과거에는 간첩 한 원인이 없었을 수도 있던 사람들이 결심된 투쟁을 싸웠어도 우드 퀘이는 논쟁적 시민 사무소들을 건설하는 데 최후적으로 불도저로 땅이 파지고 콘크리트로 굳혀졌다.
1982년 아일랜드 노동당은 피너 게일과 연정으로 들어갔다. 피터 서덜랜드가 아일랜드 공화국의 유럽 공동체 위원장으로 임명될 때 아일랜드 노동당은 다음의 법무 장관의 선택을 요구하였다. 많은이들은 로빈슨을 선택으로 기대하였으나 당수는 대신 존 로저스로 불리는 알려지지 않은 새로운 상급 조언자를 골랐다. 그 후 얼마 안되고 나서 로빈슨은 개릿 피츠제럴드 아래 연정이 마거릿 대처의 영국 정부와 조인한 영국-아일랜드 협정에 항의에서 당으로부터 사임을 하였다. 로빈슨은 북아일랜드에서 노동 조합원 정치인들이 권력을 나누는 데 자신들의 싫음에 불구하고 거래의 일부로서 상담을 받아야 했어야 한다고 주장하였다.
로빈슨은 자신이 운동을 벌인 많은 문제들이 논쟁하여 온 이 점에 불고하고, 4년 더 세월동안 사너드 에런에 남아있었다. 피임은 엄격히 제한되었어도 합법화되어왔고, 여성들이 배심원들에 앉았으며 문관 근무에서 결혼 금지가 취소되어 왔다. 많은이들의 놀랄 만한 사건으로 1989년 상원으로 재선을 추구하지 않았다. 하지만 1년 후에 아일랜드 노동당은 열릴 선거를 위하여 아일랜드의 대통령직을 위하여 그녀에 접근하였다. 당수 딕 스프링이 제안하고 있던 정책 프로그램의 타입에 관하여 자신의 법적 충고가 의문되었다. 하지만 그녀가 요약 보고를 읽으면서 프로그램이 자신에 겨냥된 것을 깨닫기 시작하였다. 어떤 숙고가 있던 후에 대통령직을 위하여 첫 아일랜드 노동당 후보와 1945년 이래 3명의 후보들에 의하여 경쟁되는 데 2번째 만의 대통령 선거였던 것에 첫 여성 후보가 되는 데 동의하였다.

## 대통령 입후보

### 후보 지명을 위하여 노얼 브라운을 꺾다

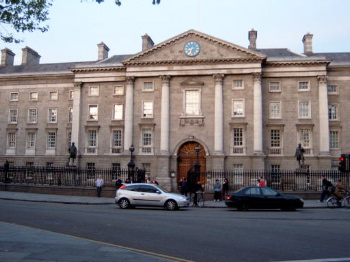
트리니티 칼리지. 로빈슨은 20년간 사너드 에런에서 선출된 3명의 상원들 중에 하나로 지내온 것을 무론 대학에서 법학 교수를 지냈다.

아일랜드 노동당에서마저 몇명이 최소한 로빈슨의 후보 지명에 내부 정당 행의 때문이 아닌 대통령직을 이기는 거의 기회를 그녀에게 주었다. 아일랜드 노동당과 함께 가능한 입후보를 위한 첫 이름은 보건부 장관이자 좌익으로 영웅인 노얼 브라운 박사였다. 브라운은 1950년대에 결핵을 다루는 데 아일랜드에서 그밖의 아무보다 해낸 자를 위한 가족 이름이었다. 하지만 브라운은 딕 스프링과 약간 혹은 아무 연락도 가지지 않았고 그러므로 당의 리더십의 보증없이 후보 지명되는 희망에 살아야 했다. 브라운이 후보 지명될 가능성은 당 안에서 내부 논쟁의 가능성을 올렸다. 아일랜드 노동당이 전혀 싸우지 않은 경쟁에서 브라운이 입후보를 위하여 열광적이었던 사실은 이제 입후보자를 찾는 데 당을 위하여 압력으로 작용하였다. 아일랜드 노동당의 리더십은 이제 작용해야 했다. 스프링은 선거의 존속 기간 동안 자신이 브라운을 통제하는 느낌이 들지 않아 편심을 향하여 브라운의 역사를 주고 브라운이 몇몇의 정당들을 떠나야 했던 그런 등급으로 정당의 정책을 무시하였다. 이 상황들에서 로빈슨을 제안하는 결정은 정치적으로 고취하는 데 증명하였다. 로빈슨은 자신이 더 많은 모임, 공개 연설과 인터뷰들을 커버할 수 있던 선거를 위하여 지명된 첫 후보로서 유리한 점을 가졌다. 하지만 자신이 가능한 후원을 소외할 경우에 구체적으로 끌어지는 데 거부하였다. 로빈슨은 또한 아이리시 타임스의 이판을 받았으며 이 일은 매우 유리함을 증명하였다.

### 다른 당들로부터 입후보자들
로빈슨의 운동은 주요 야당 피너 게일에서 조직의 부족에 의하여 후원되었다. 전 총리 개릿 피츠제럴드가 그 입후보자로서 나가지 않을 것을 내기한 피너 게일은 그러고나서 이전에 나가는 데 기꺼이 한 또다른 상급 인물 피터 배리에 접근하였으나 인내심이 떨어져 더 이상 흥미있지 않았다. 당은 최후적으로 1973년 ~ 1974년부터 북아일랜드에서 브라이언 포크너의 전력 공유 임원에서 전 장관인 민권 운동가 오스틴 큐리를 후보 지명하였다. 큐리는 아일랜드 공화국의 정치에서 약간의 경험을 가졌고, 당의 마지막 선택으로서 넓게 보여 아무도 유용하지 않을 때 단 하나를 후보 지명한 것었다. 피어너 팔은 정부의 차장이자 국방부 장관 브라이언 레니헌을 선택하였다. 레니헌은 인기있고 익살스럽고 지성이 있는 것으로 넓게 보였다. 로빈슨 같이 그는 자신이 자유주의 정책 개혁을 연설하였고, 그는 대통령직을 이기는 데 거의 확실하게 보였다. 의문된 단 하나의 의문점은 로빈슨이 큐리를 꺽을 것인지, 아니면 2위에 오는 것인지였다.
하지만 운동이 속행되면서 레니헌의 승리는 이미 나와있는 결과를 의미를 보이지 않고, 로빈슨은 진지한 경쟁자였던 것으로 명백해졌다. 호소에 결정적은 당시 찰스 호히 총리의 깊이 없는 인기와 아일랜드 노동당의 당수 딕 스프링의 오르는 인기였다. 그럼에 불구하고, 피어너 팔은 마지막 몇주에 지방 순회 운동을 착수하는 데 자신들이 레니헌을 의지할 수 있던 것을 알았다.

## 선거 운동
로빈슨이 후보 지명 진행에서 성취한 헤드 스타트와 피너 게일 입후보자가 북아일랜드에서 온 사실은 투표에서 로빈슨이 2위를 한 결과를 가져왔다. 피너 게일이 보통 선거 결과의 25 퍼센트를 받아 3위로 축소된 이 일은 당 자신에서 성취였다. 로빈슨은 양자 택일의 입후보자들 둘다에게 우수한 미디어 기술을 증명하였고, 이제 피어너 팔의 선거 기계와 함께 경쟁해야만 했다.
이 점에서 양도 협정은 총선에서 서로를 위하여 피너 게일과 아일랜드 노동당 양당이 보통적으로 오히려 좋아한 파트너들로서 두 당 사이에 결정되었다. 하지만 피너 게일의 입후보자는 대중매체가 로빈슨의 선거 운동에 더욱 흥미를 가진 것으로서 이 거래에 의하여 부족한 느낌이 들었으며, 개인으로서 그는 로빈슨을 싫어하였다. 큐리는 후에 레니헌이 자신의 개인적 친구였으며, 레니헌을 꺾는 목적을 위하여 그가 싫어했던 이들을 보증하는 데 의문된 것에 개인적으로 아픔을 느낀 것을 알아차렸다. 양도의 가능성은 만약 레니헌이 더욱 나가 약해질 수 있다면 로빈슨의 기회들을 증가시켰다.
선거 운동이 있는 동안 레니헌이 친구들에게 말한 것이 당시 총리 개릿 피츠제럴드에게 의해 해산을 거부로 들어가는 데 패트릭 힐러리 대통령을 압박하는 데 당시 야당 피어나 팔에 의하여 1982년 논란의 여기가 있는 노력에 자신의 공개 진술들을 단호하게 부인한 것이 나타났으며 힐러리는 결연히 압박을 거부하였다.
레니헌은 자신이 대통령을 압박한 것을 부인하였으나 당시 테이프는 압박을 적용하는 데 자신이 솔직히 시도를 논의한 이전 5월 대학 졸업생들에게 자신이 준 "기록에" 인터뷰를 야기하였다. 레니헌은 성숙한 기억에 자신이 대통령을 압박하지 않았으며 학생과 자신의 인터뷰에서 어리둥절했다고 주장하였다. 그러나 정부는 문제를 넘어뜨리겠다고 위협하였다.
며칠 안에 패배시킬 수 없는 입후보자는 정부의 차장과 국방부 장관으로서 면직되었다. 국토에서 가장 높은 사무직을 위한 레니헌의 성실은 심각하여 의문되었다. 1982년 이벤트에서 레니헌의 역할은 자신의 임무들에서 호히에 의하여 자신이 지시될 수 있었던 것과 효과적 선거에서 레니헌이 논쟁적 호히에게 권한을 부요한 효과에 있었던 것을 의미하였다. 로빈슨을 약하게 하는 데 무의미한 노력에서 정부의 장관과 호히의 제휴 파드라그 플린은 "부인과 모친"과 "가족에게 새로 발견된 약속"으로서 로빈슨에 논쟁적 개인 공격을 발포하였다. 더욱 논쟁적으로 플린은 또한 로빈슨이 "대통령 관저를 레드 카우 인으로 변화시킬 것"이라고 은밀히 농담을 하였다. 플린의 긴 공격 연설은 진보민주당의 상급 당원 마이클 맥도얼에 의한 라디오 라이브에 "망신"으로서 응답에 공격된 것이었고, 그러고나서 피어너 팔과 연정에서 레니헌의 선거 운동을 성원하는 데 그 점으로 올라갔다. 후에 레스토랑에서 로빈슨이 맥도얼을 만날 때 "맥도얼 같은 적들과 함께 누가 친구들을 필요합니까?"라고 조롱하였다. 플린의 공격은 레니헌의 선거 운동으로 결정타였으며 성원의 행위에서 로빈슨을 위하여 투표하는 데 레니헌의 많은 여성 후원자들을 일으켰다.
레니헌의 성원은 증발하였고, 호히는 선거는 패한 것만큼 좋았다고 결론을 내렸다. 호히는 자신이 핑계에서 아무 몴을 원하지 않았으면서 레니헌으로부터 자신을 멀리 하였다. 이 일은 피어너 팔 조직이 호히의 리더십이 극적으로 증가한 것을 근심하면서 불안으로서 의도하지 않은 결과들이었다. 시사 텔레비전 프로그램의 에피소드는 로스커먼에서 피어너 팔의 당원들이 호히의 리더십과 인격을 공개적으로 공격한 것이 나왔다. 하지만 레니헌의 개인적인 자신감은 분쇄되었다. 선거 운동의 말기를 향한 투표들에서 자신이 얼마간 되찾았어도 그 것은 부적당하였다. 레니헌은 첫 총수를 이기지 않았다. 하지만 오스틴 큐리로부터 양도들은 비판적을 증명하였고, 이 다수는 피어너 팔에 대항하는 것으로 기대되었다. 레니헌은 대통령 선거를 패하는 데 사무직의 역사상 첫 피어너 팔 대통령 입후보자가 되었다. 로빈슨이 이제 대통령이 되었다.
로빈슨은 대통령직을 이기는 데 경쟁한 대통령 선거 역사상 첫 아일랜드 노동당 입후보, 첫 여성과 피어너 팔 소속이 아닌 첫 입후보자가 되었다. 유명하게 아일랜드 라디오-텔레비전은 삼종 기도보다 승리 연설을 방송하였다.

## 아일랜드의 7대 대통령
1990년 12월 3일 대통령은 아일랜드의 7대 대통령으로서 선서되었다. 놀랍게도 인기있는 대통령을 증명하여 5년 후의 자신의 사망 전에 레니헌의 칭송을 얻어 그가 여태까지 지내온 것보다 자신이 더 나은 대통령이었다고 말하였다. 삼가는 태도를 가진 대통력직을 차지하였으나 1982년으로 돌아가 한번 힐러리 대통령에 압박이 놓여졌던 것이 알려지면 것이 갑자기 다시 심각하게 받아졌다. 대통령직에 법적 지식, 깊은 지성과 정치적 경험을 가져왔다. 아일랜드인 이주자들의 다수와 아일랜드계의 주민들을 나타내는 "디아스포라"로 자신이 부른 문재를 해결하였다. 또한 영국-아일랜드 관계의 국면을 바꾸어 영국을 방문하고 하나의 특별한 확기적인 순간에 버킹검 궁전에서 엘리자베스 2세 여왕을 방문하는 데 첫 아일랜드 대통령이 되었다. 상급 영국의 왕족에 의한 방문들을 환영하였으며, 가장 두드러지게 찰스 왕세자를 대통령 관저로 맞이하였다.
정치적 프로필도 또한 변하였다. 그녀가 선출될 때 찰스 호히 총리는 그녀와 자신 없는 관계를 가졌으며, 일단 세상에 알려진 BBC 〈리처드 딤블리 강의〉 프로그램을 연설로부터 그녀를 방지하였다. 호히의 후임자들 앨버트 레이놀즈 (피어너 팔:1992 ~ 1994), 존 브루턴 (피너 게일:1994 ~ 1997)과 버티 어헌 (피어너 팔:1997 ~ 2008)은 로빈슨이 유엔 인권 고등판무관의 직위를 추구하는 동안 브루턴과 어헌의 정부들이 활동적으로 그녀에게 그 직책을 주는 운동을 벌일 때 업무에 자신들의 감탄을 전혀 숨기지 않았다. 이전 52년의 세월에 부활절 봉기의 50주년에 1966년 이몬 데 발레라에 의하여 국회에 단 하나의 연설이 열렸다. 그들이 너무 길고, 지적으로 모호하고 성공을 심판하지 않은 것으로 알았어도 로빈슨은 2개의 그런 국회에서 연설을 하였다. 유엔의 업무들을 관찰하는 위원회의 의장직을 맡는 데 초대되기도 하였으나 만약 자신들의 국가 원수가 관찰 단체의 의장을 맡았다면 결과를 가져올 제안들을 반대하는 데 연루가 그것을 어렵게 만들 것 같은 걱정을 한 아일랜드 정부에 의하여 의문될 때 거절하였다. 논쟁적으로 벨파스트로 여행을 떠난 신 페인의 회장이자 지방 국회의원 제리 애덤스를 만났다. 이전에 공식적 아일랜드 공화국군과 연결들을 가진 아일랜드 노동당의 당수였던 외무장관 딕 스프링스는 지방적 아일랜드 공화국군과 이전의 연결들을 가진 당의 애덤스를 만나지 않도록 그녀를 충고하였다. 자신의 방문 동안 지방 국회의원을 만나지 않을 국가원수로서 자신을 위하여 그런 공식적인 조언의 결석에서 그것이 잘못되었을 것이라고 느끼고 그와 악수하는 모습이 공개적으로 사진에 찍혔다. 북아일랜드로 다양한 방문 동안 얼스터 연합당의 데이비드 트림블과 사회민주노동당의 존 흄을 포함한 정치인들을 정규적으로 만났다.
로마 가톨릭교회가 불찬성한 자유주의를 구현함으로서 자신을 본 비평가들의 놀라움에 교회와 함께 가까운 업무 관계를 가졌다. 아일랜드의 수녀와 성직자들을 정규적으로 방문하였고, 기독교 형제단을 위한 관저의 환영식을 개최하는 데 첫 대통령이 되었다. 로마로 업무 여행을 떠날 때 교황 요한 바오로 2세와 접견을 요청하여 승인되었다. 반어적으로 방문에 아마 바티칸의 의상 규정을 깬 것으로 아이리시 타임스에서 논쟁적 최연소 성직자 데이비드 오핸런 수도사에 의하여 복장이 정죄를 받았고, 바티칸은 오핸런 수도사로부터 자신들을 멀리한 아일랜드의 로마 가톨릭교도 주교들에 의하여 울려 퍼진 분석 결과 - 요한 바오로 2세의 임기에서 일찍이 변홰 온 바티칸의 의상 규정을 그녀가 가졌다는 것을 부인하였다.

## 유엔 인권 고등판무관

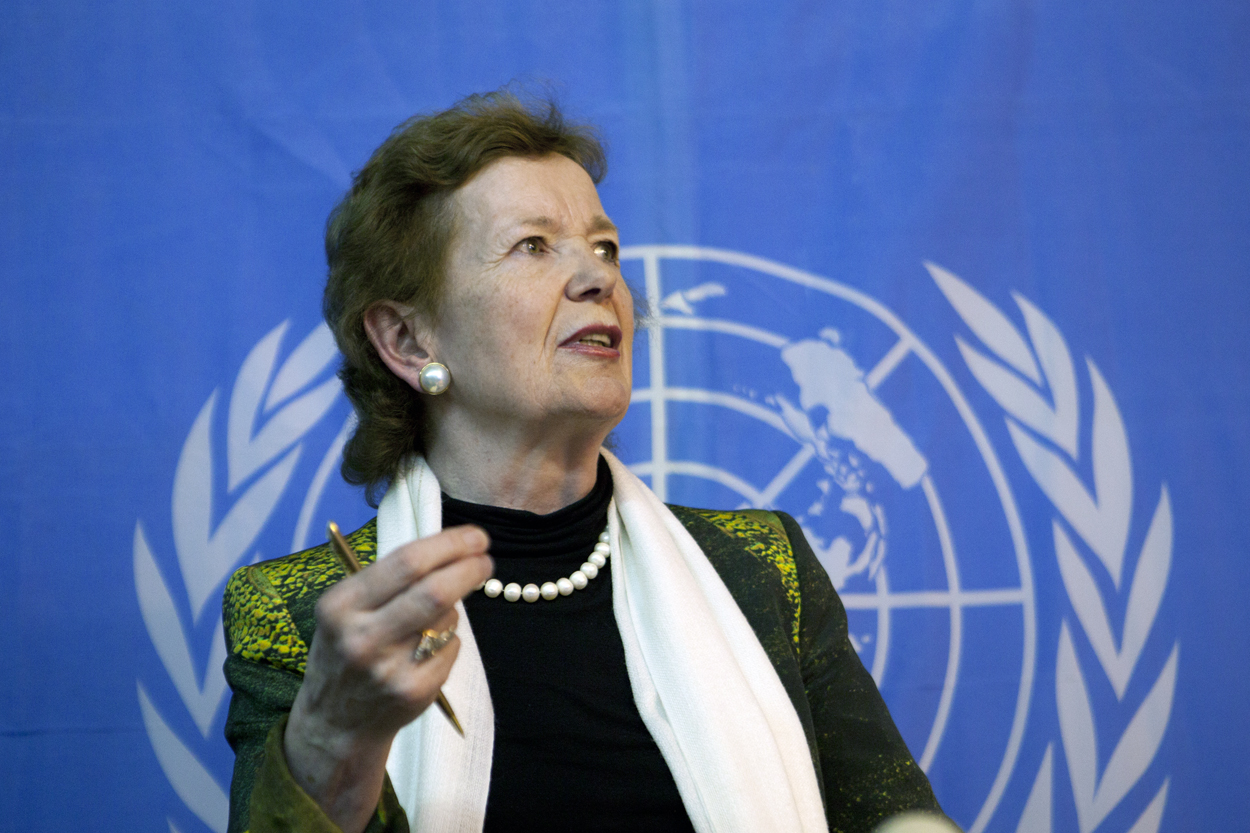
유엔 특별 교섭인 시절의 로빈슨 (2013년 고마에서)

1997년 9월 12일 로빈슨은 유엔 인권 고등판무관이 되었으며 그 직위를 차지하는 순서에서 아일랜드의 정당들의 찬성과 함께 몇주 일찍이 대통령직을 사임하였다. 대중매체의 보고들은 이전의 이행적과 일치의 건물 모델보다 개요 원리하는 공개 운동자가 되는 데 다른 말들에서 행정적 역할로 반대하면서 옹호하는 데 코피 아난 유엔 사무총장에 의하여 그녀가 직위를 위하여 간부 스카우트되어 왔다고 암시하였다. 믿음은 일반적인 원칙의 발언권으로서 보이는 데 직위가 중단한 것이었고, 크게 관료적이 되었다. 로빈슨의 역할은 기구 안에서 인권의 비망록을 세우고, 국제적으로 그 호소를 초점 변경하는 것이었다.
그해 11월 자신의 직위에 아직도 새로운 로빈슨은 "인권을 실현"의 화제에 옥스퍼드에서 로마네스 강의를 연설하였고, 그녀에 앞서 "어려운 도전"과 자신의 직무에 관하여 어떻게 세우는 가에 대하여 강연을 하였다. 〈정원 가지〉로부터 말들과 함께 강의를 끝냈다. - "만약 운명이 당신을 불렀다면 가지가 쉽게 나름대로 올 것입니다. 그렇지 않으면 당신이 얼마나 소집을 하던 당신은 전혀 그것을 진정시키거나 가장 힘든 날과 그것을 잘라내지 못할 것입니다."
로빈슨은 1998년 자신의 여행을 떠난 티벳을 방문하는 데 첫 유엔 인권 고등판무관이었다. 자신의 재직 기간 동안 "보세 노동"으로 비슷하면서 비유럽 연합 이민자들을 위한 허락들의 아일랜드 시스템을 비판하였고, 미국의 사형을 이용하는 것을 비판하였다. 단 하나의 4년 기간을 지내는 데 자신이 시초적으로 자신의 의지를 공고하였어도 로빈슨은 아난으로부터 호소에 이어진 1년에 의하여 기간을 연장시켜 사무총장으로서 인종 차별과 제노포비아에 대항하는 데 남아프리카공화국 더반에서 열린 2001년 세계 회의에 사회하는 데 그녀를 허용하였다. 유엔 인권 고등판무관으로서 로빈슨의 직위는 2002년에 끝났다.
논쟁을 두려워하지 않았으며 요르단강 서안 지구에서 유대인의 정착을 비난한 이스라엘과 테러에 전쟁이 인권을 타폅하지 말아야 한다고 경고한 미국으로부터 비판을 끌어들였다.

## 더블린 대학교
로빈슨은 첫 여성이자 24대 더블린 대학교의 총장이다. 20년 동안 상원에서 대학을 대표하였고, 법학 의장을 보유하였다.

## 원로공

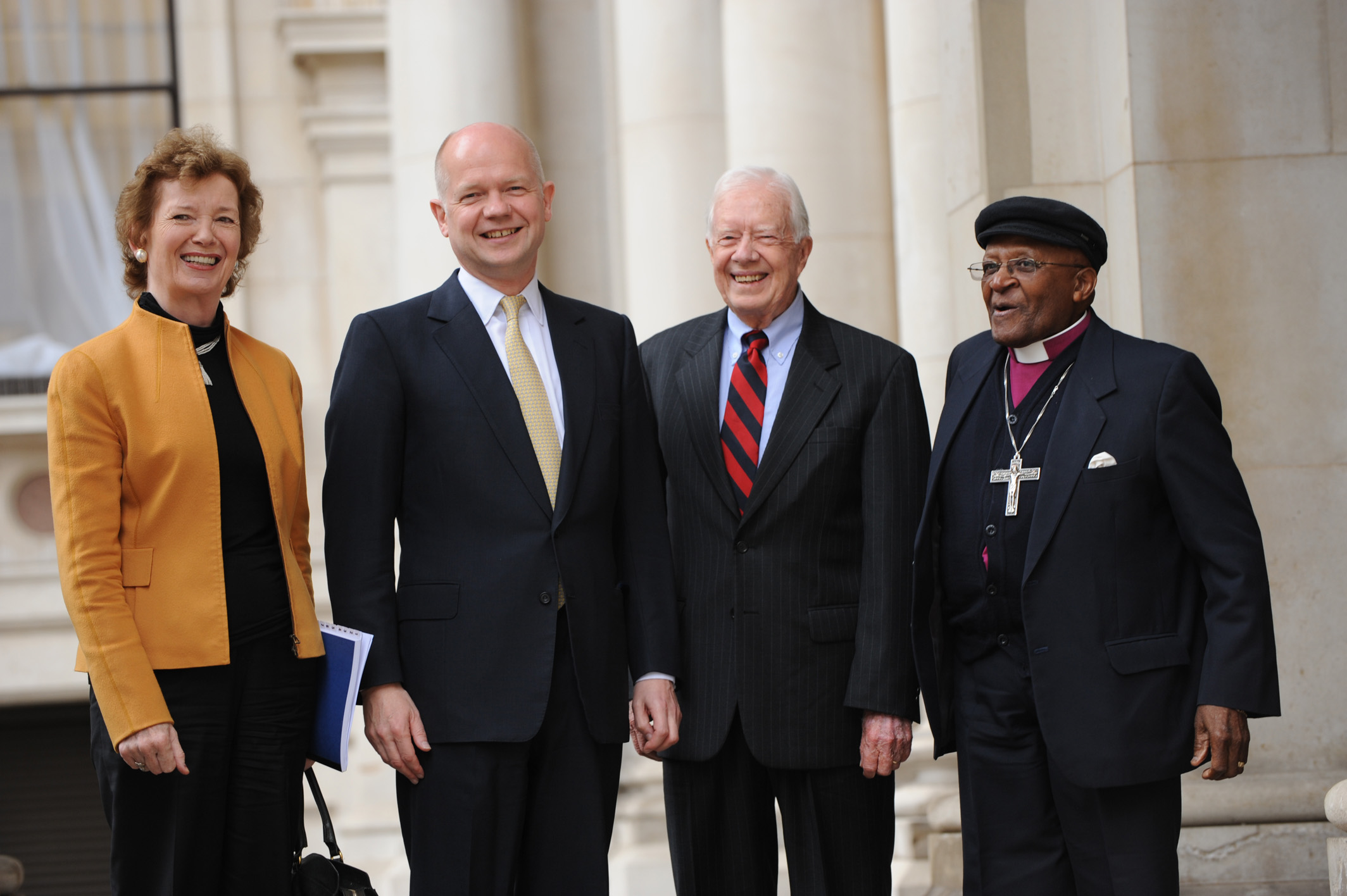
2012년 7월 3일 런던에서 윌리엄 헤이그와 함께 한 원로공의 일원들. 좌로부터 로빈슨, 헤이그, 지미 카터와 데즈먼드 투투

2007년 7월 18일 남아프리카공화국 요하네스버그에서 넬슨 만델라, 그라사 마셸과 데즈먼드 투투가 세계 지도자들이 자신들의 현명, 독립적인 리더십과 세계에서 가장 곤란한 어떤 문제들을 다루는 데 성실에 공헌하는 데 그들의 단체를 소집하였다. 만델라는 자신의 89세 생일의 행사에 자신이 연설한 이 새로운 단체 "디 엘더스"(The Elders, 원로들)의 형성을 공고하였다.
투투 대주교는 원로공의 의장을 지낼 것이다. 이 단체의 창립 일원들은 또한 그라사 마셸, 코피 아난, 엘라 바트, 그로 할렘 브룬틀란, 지미 카터, 리자오싱과 무함마드 유누스를 포함한다.
만델라는 "단체는 자유롭고 대담하게 말할 수 있고, 취해야 할 조치에 장명들의 뒤와 공개적으로 둘다 일할 것이다."라며 "우리는 공포가 있는 곳에 용기를 성원하고, 논쟁이 있는 곳에 위탁 계약을 하고, 절망이 있는 곳에 희망을 불어주는 데 함께 일할 것이다."라고 논평하였다.
원로공은 리처드 브랜슨, 피터 가브리엘, 에이미 로빈스와 유엔 재단 등을 포함한 창립자들의 단체에 의하여 독립적으로 기금으로 넘겨질 것이다.

## 인기

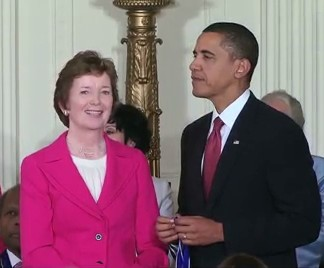
버락 오바마로부터 대통령 자유 훈장을 받는 로빈슨 (2009년)

자신을 방문하는 데 대통령 관저로 보통 초대되지 않은 단체들을 초대하였는 데 아일랜드를 통하여 학교들을 운영하였으나 관저로 그 지도자들이 전혀 초청을 받지 않은 큰 종교적 교단인 기독교 형제단부터 게이와 레즈비언의 동등권 조직망 G. L. E. N. 까지였다. 아일랜드의 수녀와 성직자들을 방문하고, 국제 스포츠 이벤트들에 참석하고, 교황을 만나며 중화인민공화국의 격노로 14대 달라이 라마를 만났다. 유명하게 세계 주의에 아일랜드 이민자들을 기억하는 기호로서 건물의 공개를 내려다 보면서 대중에게 보였던 대통령 관저에서 자신의 부엌 창문에 특별한 상징적인 빛을 놓았다. 로빈슨의 상징적인 빛은 세계 주의에 국가의 아들과 딸들을 생각하는 아일랜드의 인정된 기호가 되었다. 유명하게 르완다를 방문하여 그 내란의 영향에서 그 국가에서 고통으로 세계의 주의를 가져왔다. 방문 후, 자신이 눈에 뜨이는 감정이 된 기자 회견에서 연설하였다. 변호사가 합리적으로 훈련을 받은 것으로서 자신의 감정에 맹렬하였으나 그것을 본 모든 이들을 옮겼다. 이전에 대통령직 아이디어들을 비웃은 대중매체의 비평가들은 이제 아무것도 그녀를 위해 칭찬하지 않았다. 대통령직을 통하여 절반에 인기율은 아직 듣지 못한 93 퍼센트에 도달하였다.
대통령으로서 역할들 중의 하나에서 에러크터스에 의하여 통과된 법의 법안들을 서명한 자신의 정치 경력을 통하여 자신이 싸운 2개의 매우 중요한 법안들을 서명하는 데 불림을 받았다. 피임의 유효성에 법을 완전히 자유화하는 법안과 당시 영국과 세계의 거의와 달리 완전히 동성애를 비범죄화하는 법은 동의의 완전히 동등한 나이를 위하여 마련하고 이성애자와 동성애자를 똑같이 대하였다.
1997년 노스-사우스상의 2명의 수상자들 중의 하나였다.
2002년 유엔 인권 고등판무관으로서 자신의 현저한 업무로 시드니 평화상, 2003년 베를린에서 세상에 알려진 유엔 독일 협회의 오토 한 평화 금메달이 수여되었다.
2005년 3월 로빈슨은 샌디에이고 대학교의 조앤 B. 크록 연구소에서 "인권과 윤리적인 세계화"를 강의하였다.
그해 5월 국제 성소수자 인권 위원회로부터 첫 "솔직함" 상을 수상하였다.
2006년 10월 아스투리아스 공 사회과학상을 수상하였다. 배심원은 그녀를 "자신들을 위하여 말을 못하거나 간신히 들을 수 있는 자들에게 비준수적, 용감하고 멀리 도달하는 음성을 제공"하기 위하여 그녀를 위탁하였다. 같은 달에 펜실베이니아 주립 대학교 법학 대학원에 의하여 주최된 국제 형사 사법의 미래 토론회에서 주요 연설자였으며 "도전의 시간에 법과 국제 인권의 규칙"에 관하여 연설하였다.
2009년 버락 오바마 대통령에 의하여 대통령 자유 훈장이 주어졌다.

## 영예
아일랜드의 첫 여성 대통령으로서 로빈슨의 선거는 역사에서 그녀를 장소에 확보한다. 대통령직에서 기간은 포용적 사회를 사회적으로 키우는 노력들과 교육에 집중에 의하여 특정이 지어졌다. 전 대학 교소로서 자신의 정치 경력에 특별한 관심사를 가져왔다. 흥미들, 따라서 디아스포라에서 아일랜드인들과 국제 형사 사법과 인권을 위한 자신의 관심사들이 항상 지구촌을 가로질러 퍼졌다. 국제 지역에서 경력을 발포하는 데 강령으로서 아일랜드의 대통령직에 자신의 선거를 이용하였다. 유엔 인권 고등판무관으로서 세계를 통하여 인권과 지속된 개발의 인식을 퍼뜨리는 데 많은 일을 하였다. 대통령으로서 선거는 여성의 권리들의 평생 주창을 실습으로 해석하였고, 메리 매컬리스가 아일랜드의 2번째 여성 대통령이자 선출된 대통령으로서 여성을 대체하는 데 역사상 첫 여성으로서 후임자의 선거를 위한 길을 닦았다. 윤리적 세계 발의권을 통하여 "보건, 안정과 동등권의 기초적 필요함들로 인권의 보편적 원리들의 타당성을 흥행하고, 전체의 인간의 생활을 가로질러 공동 책임과 공유 가치를 강조하는 "세계의 가장 가난한 살람들의 하루 생활과 필요함들을로 보편적 원리들"을 연결하는 데 목표를 삼았다.

### 믿음
자신이 산아제한과 그 부권 사회로 가톨릭 교회를 비판하였어도 로빈슨은 예수 성심의 수녀들에 의한 자신의 초기 교육으로 개발과 빈곤 축소의 문제들에 자신의 관심을 기여한다. 16세의 나이에 감탄하는 큰 이모는 어머니 상사였으며 자신이 수녀가 되는 데 준비되었다. 대부분의 종교들은 똑바로 남녀 평등을 이해하지 않는다고 말하였다. 하지만 보편적 가치들에서 그녀 소유의 믿음은 교조주의에 자신의 차지를 위하여 하느님이 "사랑"이라는 신념으로부터 유래한다. 자신이 가족 계획을 합법화하는 데 선거 운동을 벌일 때 자신이 설교단들로부터 비난을 받았다고 말하였다. 데스먼드 투투 같은 교회 지도자들을 위하여 감탄하며 그가 육성 스타일로 가끔 여성과 협력한 자질을 가진 것을 논평하기도 한다. 여성들에게 권한 부여는 지구촌을 가로질러 개발의 수준을 올리는 데 최고의 전력이다고 말한다.